# Rocca Busambra
Rocca Busambra (1613 m.), es la montaña más alta de la cadena de los montes Sicanos, además de la cima más alta de la Sicilia occidental. Está situada en la provincia de Palermo, en el término de Godrano.